# 黃德文
黃德文（Wong Tak Man，1985年8月13日—），生於香港，香港籃球運動員，司職大前鋒，現時效力香港甲一籃球聯賽球隊南華。

## 籃球生涯
黃德文生於香港，於中學時就讀順德聯誼總會鄭裕彤中學，於2009年在安青由小前鋒轉型大前鋒。在2010年，黃德文與部份安青球員隨領隊黃偉鴻一同轉會福建，更於同年協助球隊奪得超級聯賽冠軍。在2016年轉會班霸南華，協助球隊榮膺季後賽與高級組銀牌雙料冠軍。

## 外部連結
- 香港籃球總會網頁 （页面存档备份，存于）